# Bracket (patinage artistique)
Pour les articles homonymes, voir Bracket.

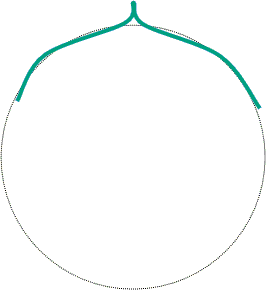
Schéma d'un bracket

Un bracket est une figure de patinage artistique qui fait partie des quatre catégories de retournements sur un pied. Il s'apparente au trois dans la mesure où le départ et l'arrivée sont réalisés sur un même cercle. De même que le trois, il combine un changement de direction et de carre. Cependant, contrairement au trois, la rotation du patineur sur lui-même s'effectue vers l'extérieur du cercle et non pas vers l’intérieur, ce qui a pour effet une contre-rotation. 
Ainsi, en lisant le schéma ci-dessus de gauche à droite, on voit une progression du patineur autour du cercle dans le sens horaire, mais avec un retournement qui se fait dans le sens anti-horaire. La trace laissée sur la glace ressemble donc à une accolade (« bracket » en anglais).
Les brackets sont considérés comme des figures relativement avancées, et apparaissent plus communément en combinaison dans les suites de pas, plutôt que comme simples retournements. 